# Bocus excelsus
Bocus excelsus là một loài nhện trong họ Salticidae.
Loài này thuộc chi Bocus. Bocus excelsus được Elizabeth Maria Gifford Peckham & George William Peckham miêu tả năm 1892.